# Quintanapalla
Quintanapalla ist eine 120 Einwohner (Stand: 2024) zählende Gemeinde der Provinz Burgos in der Autonomen Gemeinschaft Kastilien-León (Castilla y León), Spanien. Sie gehört zur Comarca Alfoz de Burgos.

## Lage
Quintanapalla liegt etwa 13 Kilometer ostnordöstlich vom Stadtzentrum von Burgos am Río Vena. Durch die Gemeinde führt die Autopista AP-1.

## Bevölkerungsentwicklung
| Jahr      | 1970 | 1981 | 1991 | 2001 | 2011 | 2021 |
| Einwohner | 194  | 142  | 135  | 120  | 109  | 117  |

## Sehenswürdigkeiten
- Stephanuskirche (Iglesia de San Esteban)

## Persönlichkeiten
- Fidel Pagés (1886–1923), Militärarzt und Entwickler der Periduralanästhesie